# Peterskirchen
Peterskirchen  ist eine Gemeinde in Oberösterreich im Bezirk Ried im Innkreis  im Innviertel mit 666 Einwohnern (Stand 1. Jänner 2024). Die Gemeinde liegt im Gerichtsbezirk Ried im Innkreis.

## Geografie
Der Ort Peterskirchen  liegt auf 441 Meter Höhe im Innviertel. Die Gemeinde liegt im Tal der Osternach, bewaldete Hügel erreichen Höhen von knapp über 500 Meter. Die Ausdehnung beträgt von Nord nach Süd 4 Kilometer, von West nach Ost 5,2 Kilometer. Von den zehn Quadratkilometer Gesamtfläche werden drei Viertel landwirtschaftlich genutzt, elf Prozent sind bewaldet.

### Gemeindegliederung
Das Gemeindegebiet umfasst folgende Ortschaften (in Klammern Einwohnerzahl Stand 1. Jänner 2024):
- Aggstein (12)
- Böcklarn (39) samt Trauner
- Brenning (19) samt Dorf
- Dorf (16)
- Eschlried (10)
- Furt (13) samt Erdmannsdorf
- Hilligan (14)
- Maierhof (8)
- Manhartsberg (40) samt Aschbach
- Manhartsgrub (37)
- Mari (48)
- Maribach (11)
- Osternach (46)
- Peterskirchen (281)
- Untermauer (29)
- Wolketsedt (43)

### Nachbargemeinden
| Andrichsfurt | Taiskirchen im Innkreis                     |           |
| Tumeltsham   | Kompassrose, die auf Nachbargemeinden zeigt | Pram (GR) |
|              | Hohenzell                                   |           |

## Geschichte
Die Kirche in Peterskirchen wurde 1470 gebaut und 1471 vom Passauer Bischof den Heiligen Petrus und Paulus geweiht. Im Jahr 1512 wurde sie zur Pfarrkirche erhoben.
Als wohl bedeutendste Persönlichkeit in der Geschichte des Ortes wirkte der Komponist Johann Nepomuk David (1895–1977) unter dem Namen Hans David von Oktober 1915 bis April 1920 als Lehrer an der einklassigen Volksschule, unterbrochen von einer kurzen Militärzeit in Brünn (April bis Oktober 1918). Als seine bis dahin umfangreichste Komposition vollendete David 1917 in Peterskirchen eine Messe für Soli, gemischten Chor, Orgel und großes Orchester (bis heute ungedruckt). Johann Nepomuk David wurde durch einstimmigen Beschluss mit Urkunde vom September 1965 Ehrenbürger von Peterskirchen; im Juni 1971 wurde die dortige Volksschule auf seinen Namen eingeweiht, der er im April 1974 einen persönlichen Besuch abstattete. 

### Einwohnerentwicklung
1991 hatte die Gemeinde laut Volkszählung 737 Einwohner, 2001 dann 708 Einwohner. Der Rückgang der Bevölkerungszahl erfolgte trotz positiver Geburtenbilanz, da die Abwanderung stärker war. Dieser Trend setzte sich auch bis 2011 fort, sodass die Einwohnerzahl auf 679 Personen im Jahr 2011 sank.

## Kultur und Sehenswürdigkeiten

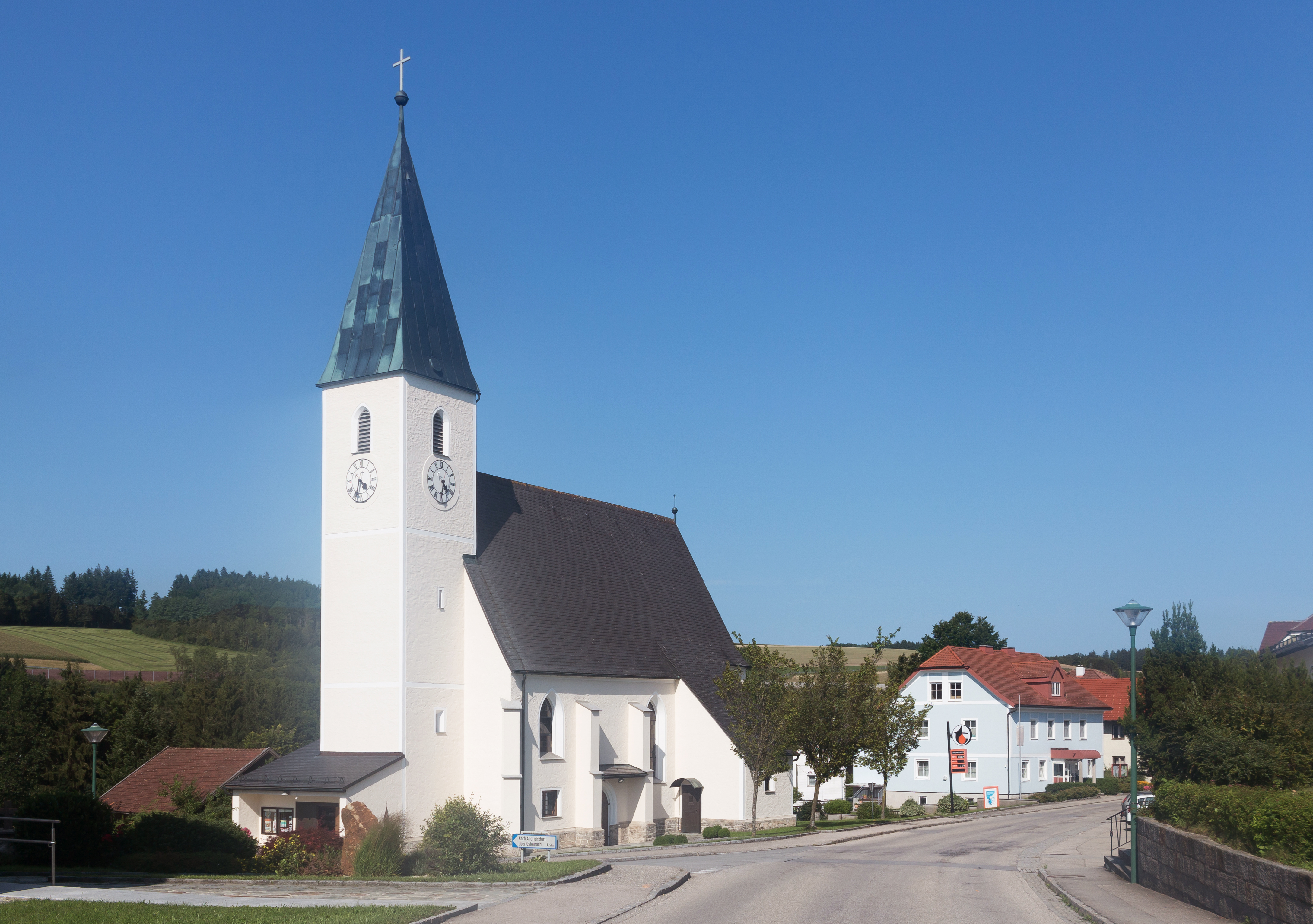
Pfarrkirche Peterskirchen

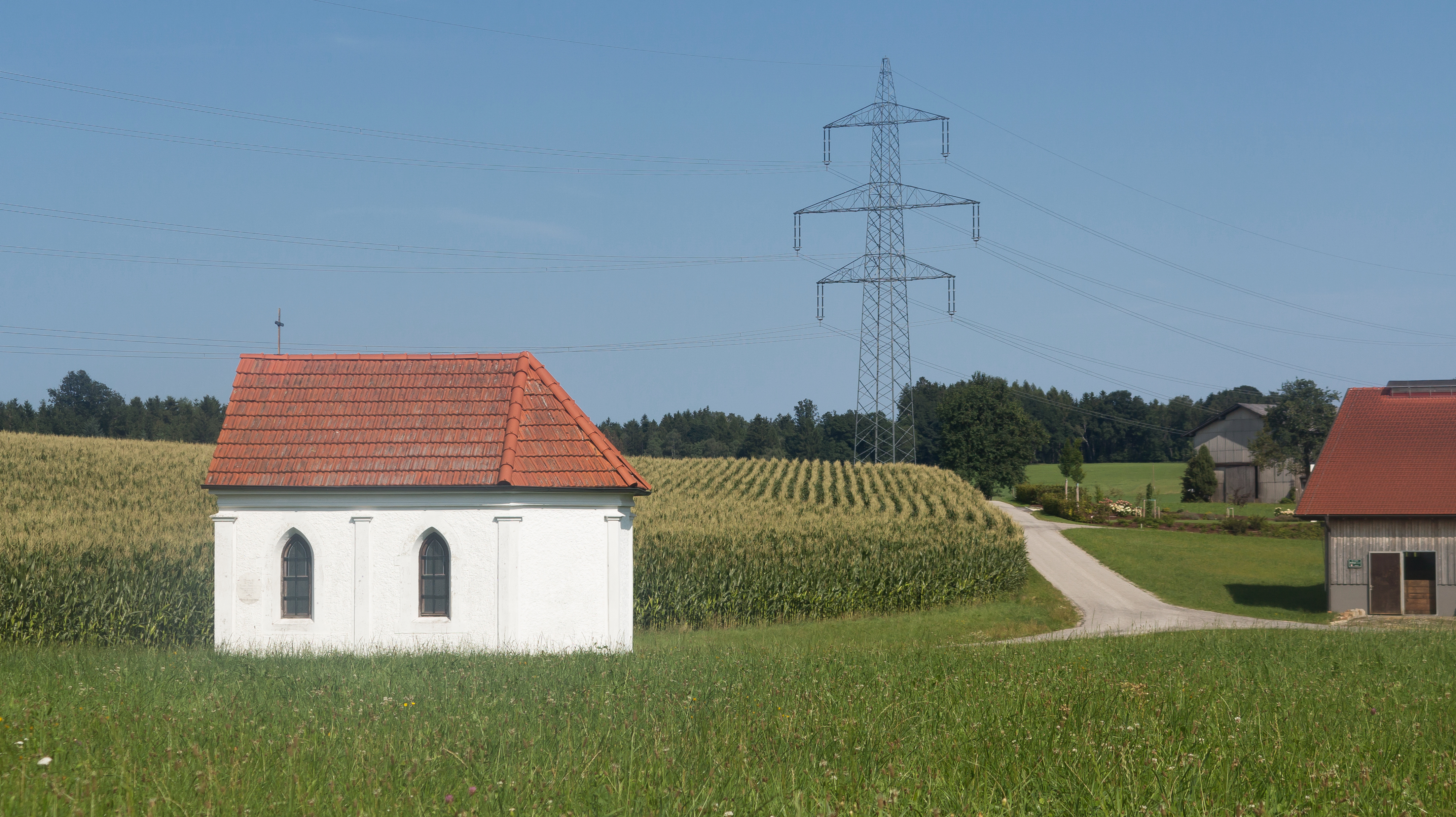
Kapelle im Weiler Eschlried

- Katholische Pfarrkirche Peterskirchen Hll. Peter und Paul

## Wirtschaft und Infrastruktur

### Wirtschaftssektoren
Von den 36 landwirtschaftlichen Betrieben des Jahres 2010 wurden 18 von Haupterwerbsbauern geführt. Diese bewirtschafteten mehr als drei Viertel der Flächen. Im Produktionssektor arbeiteten 26 der 31 Erwerbstätigen im Bereich Herstellung von Waren. Die wichtigsten Arbeitgeber im Dienstleistungssektor waren die Bereiche freiberufliche Dienstleistungen und soziale und öffentliche Dienste mit je 15 Mitarbeitern.
| Wirtschaftssektor            | Anzahl Betriebe | Anzahl Betriebe | Erwerbstätige | Erwerbstätige |
| Wirtschaftssektor            | 2011            | 2001            | 2011          | 2001          |
| ---------------------------- | --------------- | --------------- | ------------- | ------------- |
| Land- und Forstwirtschaft 1) | 36              | 51              | 32            | 38            |
| Produktion                   | 14              | 8               | 31            | 28            |
| Dienstleistung               | 27              | 18              | 51            | 46            |

1) Betriebe mit Fläche in den Jahren 2010 und 1999

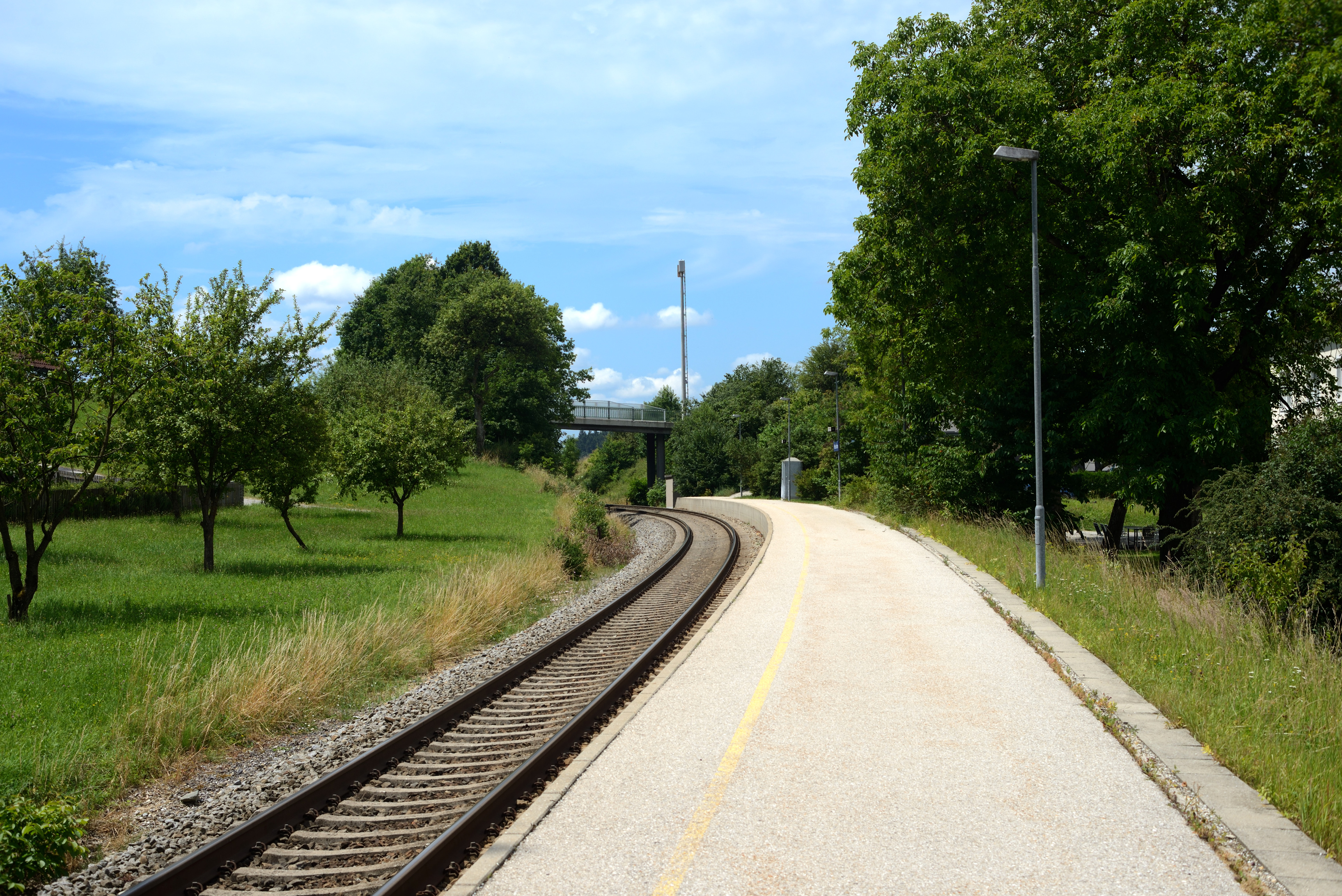
Bahnstation Peterskirchen

### Arbeitsmarkt, Pendeln
Im Jahr 2011 lebten 346 Erwerbstätige in Peterskirchen. Davon pendelten 255 zur Arbeit aus.

### Verkehr
- Eisenbahn: Peterskirchen liegt an der Bahnlinie von Ried im Innkreis nach Neumarkt im Hausruckkreis.[9]
- Straße: Durch den Norden des Gemeindegebietes verläuft die Innkreis Autobahn A8.

## Politik
Der Gemeinderat hat 13 Mitglieder.

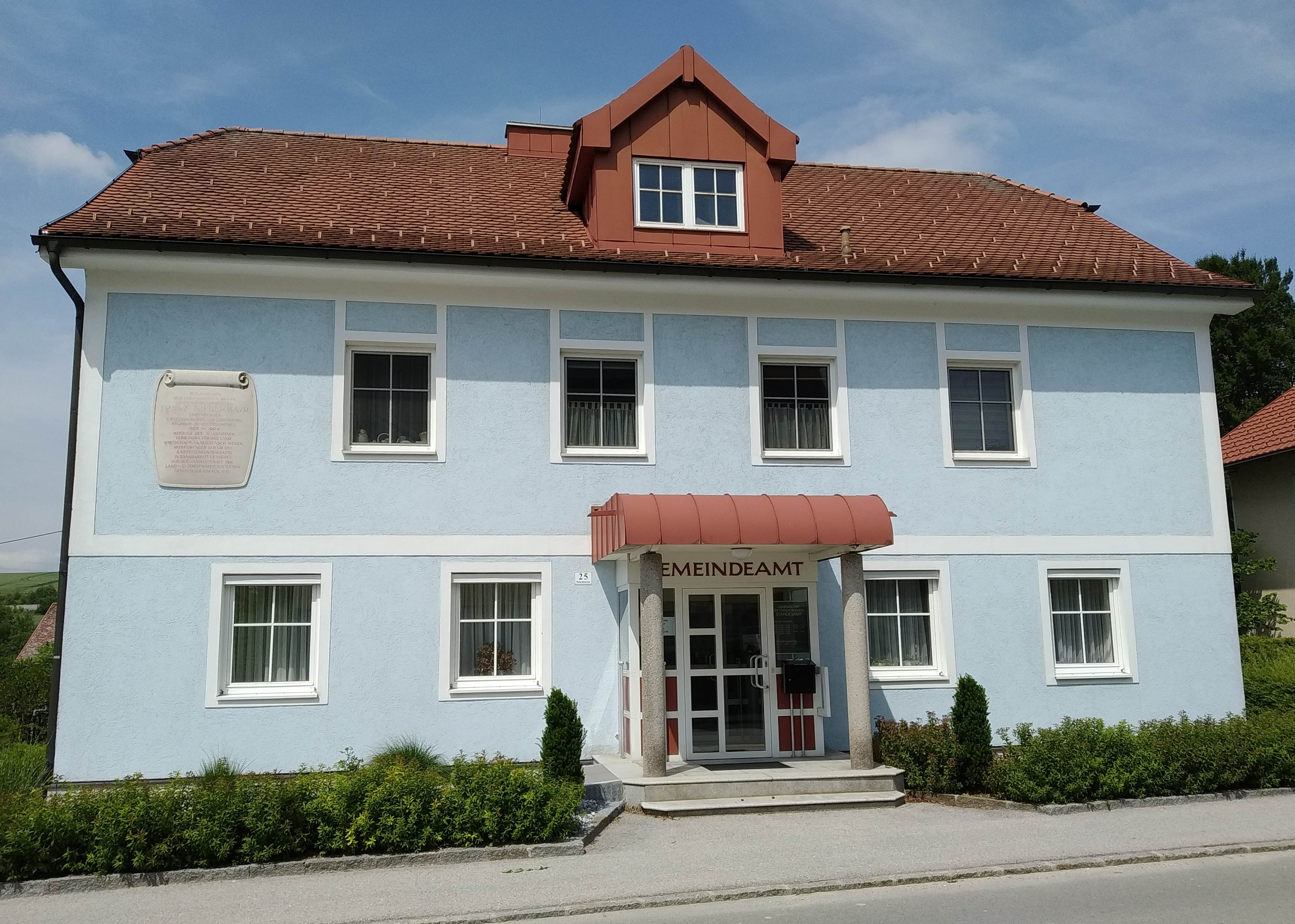
Gemeindeamt Peterskirchen

- Mit den Gemeinderats- und Bürgermeisterwahlen in Oberösterreich 1997 hatte der Gemeinderat folgende Verteilung: 11 ÖVP, 1 FPÖ und 1 SPÖ.
- Mit den Gemeinderats- und Bürgermeisterwahlen in Oberösterreich 2003 hatte der Gemeinderat folgende Verteilung: 10 ÖVP, 2 SPÖ und 1 FPÖ.
- Mit den Gemeinderats- und Bürgermeisterwahlen in Oberösterreich 2009 hatte der Gemeinderat folgende Verteilung: 10 ÖVP, 2 FPÖ und 1 SPÖ.
- Mit den Gemeinderats- und Bürgermeisterwahlen in Oberösterreich 2015 hatte der Gemeinderat folgende Verteilung: 11 ÖVP und 2 FPÖ.
- Mit den Gemeinderats- und Bürgermeisterwahlen in Oberösterreich 2021 hat der Gemeinderat folgende Verteilung: 10 ÖVP, 2 FPÖ und 1 KPÖ.[10][11]

### Bürgermeister
Bürgermeister seit 1891 waren:
- 1891–1894 Josef Freund
- 1894–1897 Johann Meingaßner
- 1897–1900 Jakob Flotzinger
- 1900–1903 Josef Groß
- 1903–1906 Josef Flotzinger
- 1906–1919 Johann Ehrnleitner
- 1919–1924 Josef Straßer
- 1924–1929 Josef Freund
- 1929–1945 Michael Weilhartner
- 1945–1949 Josef Ehrnleitner
- 1949–1967 Martin Ehrnleitner
- 1967–1978 Josef Edinger
- 1978–1991 Johann Leitner
- 1991–2003 Johann Weilhartner
- seit 2003 Stefan Majer (ÖVP)

### Wappen
Blasonierung: In Rot über einem silbernen Stufengiebel zwei goldene, schräggekreuzte Schlüssel mit abgewendeten Bärten und viereckigen Griffen. Die Gemeindefarben sind Rot-Gelb-Rot.
Die Schlüssel im 1984 verliehenen Gemeindewappen stehen als Attribut des hl. Petrus für den Kirchenpatron und Namensgeber des Ortes. Der silberne Stufensparren ist dem Wappen der Grueber von Peterskirchen entnommen, einem altbayerischen Rittergeschlecht, das seinen Sitz in Peterskirchen hatte.

## Persönlichkeiten
- Raimund Jeblinger (1853–1937), Architekt des Historismus